# Азово-Чорноморський канал
Азово-Чорноморський канал — періодично обговорюваний у ЗМІ проект судноплавного каналу через Перекопський перешийок. Ідея каналу стала актуальна після початку будівництва Російською Федерацією Кримського мосту, оскільки міст заблокував прохід через Керченську протоку великогабаритним кораблям.
Інформація, що наразі ведуться проектні роботи, а проектуванням каналу займається організація «Укргідропроект», не відповідає дійсності і є першоквітневим жартом, який поширив у 2015 році сайт «20 хвилин».

## Мета створення
Азово-Чорноморський судноплавний канал дозволив би напряму з'єднати порти Чорного та Азовського морів, чим значно спростив би морські перевезення, що нині ускладнені російською блокадою Азовського моря. Також канал став би перешкодою для потенційного російського сухопутного наступу з Кримського напрямку.

## Історія
За свідченнями Плінія Старшого, на Перекопському перешийку вже існував канал, що сполучав Сиваш із Чорним морем.
Ідея побудувати новий перекопський канал існує щонайменше з часів СРСР. Наприклад, у 1977 році кандидат технічних наук Володимир Колесников пропонував спорудити цей канал у комплексі з Азовсько-Каспійським каналом та з дамбами на Босфорській і Керченській протоках. Разом з тим він визнавав, що така ідея не узгоджується з наявністю на перешийку іригаційного Північнокримського каналу.
Розробка сучасного проекту каналу приписувалась журналістами ПАТ «Укргідропроект». І хоча «Укргідропроект» не є розробником цього проекту, на думку Сергія Осадчого, заступника генерального директора цієї організації, пропонований канал довжиною 120 км, шириною 100 м і глибиною 10-15 м є технічно можливим і був би корисним. Він дав би українським суднам змогу здійснювати свою діяльність незалежно від Кримського моста, 40-метрова арка котрого блокує 60-метрові баржі. Проте такий проект зіставний зі Суецьким каналом і потребує мільярдних витрат.
У 2017 році український політолог Юриій Романенко запропонував побудувати у відповідь на Кримський міст, або Перекопський канал, або канал, який би сполучив Азовське море і Дніпро. За будівництво каналу також виступають екс-начальник Генштабу ЗСУ і колишній перший заступник Міністра оборони України Анатолій Лопата та заступник голови ВО «Свобода» Руслан Кошулинський.
За твердженням віце-адмірала Сергія Гайдука, у березні 2018 року під час зустрічі президента Туреччини Реджепа Ердогана з президентом України Петром Порошенком обговорювалась можливість залучення турецьких компаній до будівництва Азово-Чорноморський каналу.

## Технічні подробиці
За підрахунками Ініціативної фахової групи міста Генічеська, траса майбутнього каналу складатиме 112 км, 128 км або 142 км, в залежності від обраного шляху. В останньому варіанті 55 км проходитимуть суходолом, а решта 87 км це створення фарватеру в акваторії Сиваша.
На суходільній частині каналу потрібно буде спорудити два дюкери для Північнокримського каналу, а також п'ять розвідних мостів і щонайменше три шлюзи для врегулювання рівня води Чорного й Азовського морів та озера Сиваш. Траса каналу проходитиме дуже близько до кислотного відстійника заводу «Титан».
Очікувані максимальні габарити судна, що зможе пройти каналом: довжина — 160 м, ширина — 31 м, осадка — 7 м. Щоб пропустити такі судна, канал має бути завширшки 46,5-50 м, а на поворотних ділянках — 80,6-85 м.
При будівництві на суходільних ділянках пропонується використовувати технологію спрямованого вибуху з зачищенням і формуванням профілю каналу, на що піде приблизно 1,5 тисячі тонн вибухівки. Водні ж ділянки пропонується будувати за допомогою земснарядів.
На спорудження Азово-Чорноморського каналу має піти близько 2,5 років та 2 мільярдів доларів. Частину на суходолі можливо побувати за 8-9 місяців. Термін окупності будівництва становитиме приблизно 7,5-8 років, термін експлуатації каналу — не менше 100 років.

## Альтернативні варіанти вирішення проблеми доступу до Азовського моря

Каховська зрошувальна система.

Наступні ідеї вирішення проблеми доступу до Азовського моря є варіацією замороженного проєкту великої будови комунізму Південно-Українського магістрального каналу, який повинен був зʼєднати Дніпро з Азовським морем.
Найдешевшою альтернативою Перекопському судноплавному каналу є побудова Каховсько-Кирилівського судноплавного каналу на базі зрошувального Каховського магістрального каналу з випрямленням вздовж лінії автодороги «Каховка-Генічеськ». Загальна довжина ККСК з урахуванням випрямлення становитиме близько 120—125 км. На Каховському каналі можна побудувати від 4 до 6 здвоєних шлюзів у дві лінії зі стандартними призначеними для самохідних барж габаритами камер (145 м на 18 м). Канал дозволить українським бронекатерами діставатися Азовського моря за 2-3 години (без урахування часу на шлюзування).
Також альтернативою є Запорізько-Стоганівський/Новокостянтинівський судноплавний канал з потужним дніпровським водозабором та шлюзами шириною 18-24 метри між містом Василівка та дачним селищем Скельки. Однак його спорудження більш затратне.

## Можливі наслідки
Побудова каналу може непередбачуваним чином вплинути на екологію регіону. Зокрема, на думку кримських екологів, канал призведе до зменшення популяції риби в Азовському морі, а це в свою чергу викличе міграцію птахів. Також канал може створити загрозу Чорноморському біосферному заповіднику. Найбільшою ж загрозою вони вважають опріснення води з 19 проміле солоності до 11 проміле. На їхню думку, будівництво такого каналу буде порушенням Конвенції про біологічне різноманіття.
Також спорудження каналу матиме політичні наслідки. Воно могло би трактуватись так, що Україна відмежовується від Криму та змирилася з існуванням Кримського мосту. Існування альтернативного проходу між Чорним та Азовським морями може послабити аргументацію України у міжнародних судах щодо блокування Росією проходу через Керченську протоку.
Пов'язане руйнування Північнокримського каналу дозволило б РФ перекласти провину за проблеми з водопостачанням на півострові на Україну та на міжнародному рівні звинуватити її у влаштуванні гуманітарної катастрофи.